# مصباح التنمية

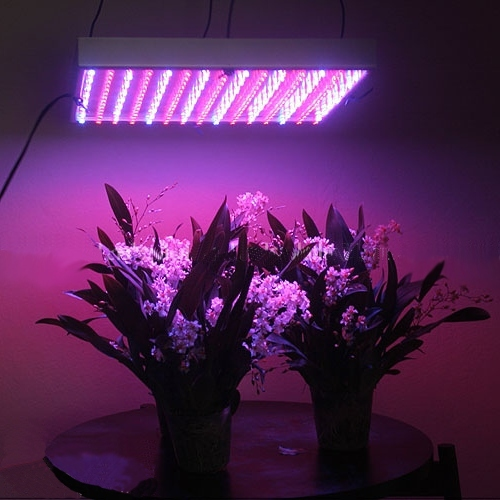

مصباح التنمية أو مصباح النباتات هو منبع ضوئي اصطناعي، ومصباح إضاءة عمومًا، مُصمم لتحفيز نمو النباتات عبر إصدار ضوء مناسب لعميلة التركيب الضوئي. تُستخدم مصابيح التنمية في التطبيقات التي تكون فيها الإضاءة الطبيعية مفقودة أو عندما يكون الضوء الإضافي مطلوبًا، إذ تُستخدم على سبيل المثال في أشهر الشتاء، التي تكون فيها ساعات ضوء النهار المتاحة غير كافية لنمو النباتات، من أجل تمديد زمن تلقيها للضوء، علمًا أنها ستنمو بشكل ضعيف وعلى مدى طويل إذا لم تتلقَّ الضوء الكافي.
توفر مصابيح التنمية طيفًا كهرومغناطيسيًا مشابهًا لأشعة الشمس، أو طيفًا أكثر ملاءمة لاحتياجات النباتات المزروعة. يحاكي ضوء التنمية الظروف الخارجية بألوان ودرجات حرارة ومخرجات طيفية متفاوتة تبعًا لتفاوت شدة هذه المصابيح. اعتمادًا على مرحلة الزراعة (مثل المرحلة الإنباتية/الخضرية أو مرحلة الإزهار/الإثمار)، ونوع النبات المزروع، والفترة الضوئية التي يطلبها النبات، فهناك نطاقات من الطيف وكفاءة إضاءة ودرجة حرارة لونية مرغوبة للاستخدام مع نباتات محددة وفترات زمنية محددة.
كان عالم النبات الروسي أندريه فامنتسين هو أول من استخدم الضوء الصناعي في زراعة النباتات وإجراء البحوث (1868).

## الاستخدام النمطي
تُستخدم مصابيح التنمية في البستنة والزراعة في الأماكن المغلقة وإكثار النباتات وإنتاج الطعام، بما في ذلك الزراعة في الماء في الأماكن المغلقة وزراعة النباتات المائية، إذ يمكن استخدام مصابيح التنمية في المنازل، في حين أن معظمها يُستخدم على المستوى الصناعي.
وفقًا لقانون التربيع العكسي، تصل شدة الضوء المشع من مصدر نقطي (المصباح في هذه الحالة) إلى سطح ما بشكل يتناسب عكسيًا مع مربع المسافة بين السطح والمصدر (يتلقى الجسم ربع الإضاءة فقط في حال كان بعيدًا ضعفي المسافة عن المصدر)، ويعد هذا الأمر عقبة خطيرة لمزارعي الأماكن المغلقة. يعمل العديد من التقنيات على تشغيل الضوء بأكبر كفاءة ممكنة، وغالبًا ما تُستخدم العاكسات مع المصابيح من أجل زيادة كفاءة الإضاءة.
تُحرك النباتات أو الأضواء وتوضع بالقرب من بعضها قدر الإمكان بشكل تستطيع أن تحصل النباتات فيه على إضاءة متساوية ويسمح بسقوط كل الضوء الآتي من المصابيح على النباتات لا على المنطقة المحيطة.
يُمكن استخدام مجموعة من أنواع المصابيح كمصابيح تنمية، مثل المصابيح المتوهجة، ومصابيح الفلوريسنت، ومصابيح التفريغ عالي الكثافة الضوئية، ومصباح الصمام الثنائي الباعث للضوء (إل إي دي)، إذ تُعتبر مصابيح التفريغ عالي الكثافة الضوئية ومصابيح الفلوريسنت هي المصابيح الأكثر استخدامًا على نطاق واسع في الميدان المهني.
يستخدم مزارعو الأزهار والخضار في الأماكن المغلقة مصابيح الصوديوم عالي الضغط عادةً، ومصابيح الهاليد المعدنية ذات التفريغ عالي الكثافة الضوئية، علمًا أنه يجري استبدال مصابيح الفلوريسنت ومصابيح الصمام الثنائي الباعث للضوء بالهاليدات المعدنية؛ نظرًا لكفاءتها واقتصاديتها.
تُستخدم مصابيح الهاليدات المعدنية بانتظام في المرحلة الخضرية لنمو النباتات، نظرًا لأنها تبعث كميات أكبر من الإشعاع الأزرق والأشعة فوق البنفسجية، بل وتُستخدم مصابيح الهاليدات المعدنية السيراميكية ومصابيح الهاليدات المعدنية شاملة الطيف كمصدر حصري للضوء في كلا المرحلتين الخضرية والإنجابية للنبات. قد يؤدي ضوء الطيف الأزرق إلى استجابة خضرية أكبر في النباتات.
تُستخدم مصابيح الصوديوم عالية الضغط أيضًا كمصدر حصري للضوء في كلا المرحلتين الخضرية والإنجابية للنبات، بل وتُستخدم أيضًا لتحسين الإضاءة شاملة الطيف خلال المرحلة الإنجابية. قد يؤدي ضوء الطيف الأحمر إلى استجابة إزهار أكبر في النباتات.
تنمو النباتات بسرعة أكبر قليلًا عند تعريضها لضوء مصابيح الصوديوم عالية الضغط في المرحلة الخضرية؛ ولكن سيكون لها فواصل عقدية أطول وربما تكون أطول عمومًا.
أُدخلت في السنوات الأخيرة تقنية الصمام الثنائي الباعث للضوء في سوق المصابيح التنموية. يمكن من خلال تصميم ضوء تنمية مخصص للأماكن المغلقة يستخدم الصمامات الثنائية إنتاج أطوال موجية محددة من الضوء.
اختبرت وكالة ناسا كفاءة مصابيح تنمية الصمام الثنائي الباعث للضوء في زراعة الطعام في الفضاء بهدف الاستيطان خارج الأرض. أظهرت النتائج أن النباتات تتأثر بالضوء في الأجزاء الحمراء والخضراء والزرقاء من الطيف الضوئي المرئي.

## الأنواع الشائعة

### مصابيح التفريغ عالي الكثافة الضوئية
كانت مصابيح الفلوريسنت سابقًا أكثر أنواع مصابيح التنمية شيوعًا في الأماكن المغلقة، لكن تفوقت عليها مصابيح التفريغ عالي الكثافة، إذ تتمتع هذه المصابيح بكفاءة لومن/واط عالية.
توجد عدة أنواع مختلفة من مصابيح التفريغ عالي الكثافة الضوئية مثل مصباح بخار الزئبق ومصباح الهاليد المعدني ومصباح الصوديوم عالي الضغط ولمبات التحويل الإلكتروني لقدرة التيار. ينتج كل من مصابيح الهاليد المعدنية ومصابيح الصوديوم عالي الضغط طيفًا من الألوان يمكن مقارنته إلى حد ما بأشعة الشمس واستخدامه لتنمية النباتات.
كانت مصابيح بخار الزئبق النوع الأول من مصابيح التفريغ عالي الكثافة الضوئية، بل واستُخدمت على نطاق واسع لإضاءة الشوارع، ولكنها تنتج طيفًا فقيرًا نسبيًا من الألوان لنمو النباتات عندما يتعلق الأمر بالبستنة في الأماكن المغلقة، الأمر الذي دعا إلى استبدالها بأنواع أخرى من مصابيح التفريغ عالي الكثافة الضوئية المُخصصة لتنمية النباتات.
تتطلب جميع مصابيح التفريغ عالي الكثافة الضوئية المخصصة للتنمية كابحًا كهربائيًا كي تعمل، ولكل كابح درجة قوة معينة. تشمل التصنيفات الشائعة لهذه المصابيح 150 واط و250 واط و400 واط و600 واط و1000 واط، إذ تُعتبر مصابيح الـ600 واط هي الأكثر كفاءة كهربائية في ما يتعلق بإنتاج الضوء، تليها مصابيح الـ1000 واط. يُنتج مصباح الـ600 واط إضاءة (لومن/واط) بنسبة 7% أكثر من مصابيح الـ1000 واط.
تمتلك مصابيح التفريغ عالي الكثافة الضوئية متطلبات تشغيل وجهد مختلفة بالإضافة إلى خصائص تشغيلية وشكل مادي مختلفين؛ على الرغم من أن جميعها يعمل وفق المبدأ نفسه، ولذلك لن تعمل هذه المصابيح دون وجود كابح كهربائي مُطابق للمتطلبات.

### مصباح الهاليد المعدني
وهي نوع من مصابيح التفريغ عالي الكثافة الضوئية التي تبعث الضوء على شكل أجزاء زرقاء وبنفسجية من الطيف الضوئي، والتي تشابه الضوء المُنبعث في الأماكن المفتوحة في فصل الربيع.
وجد بعض المزارعين، نظرًا لكون مصباح الهاليد المعدني يحاكي الطيف اللوني الشمسي، أن النباتات تبدو أكثر إشباعًا للضوء من باقي أنواع مصابيح التفريغ عالي الكثافة الضوئية مثل مصابيح الصوديوم عالي الضغط التي تشوه لون النبات.
من الشائع استخدام مصباح الهاليد المعدني للنباتات المزروعة في المنزل (نباتات الزينة على سبيل المثال)، علمًا أنه يُفضل استخدام اللون الطبيعي.
تبين أن مصابيح الهاليد المعدنية تحتاج إلى الاستبدال مرة واحدة في العام تقريبًا مُقارنة بمصابيح الصوديوم عالي الضغط التي تدوم مرتين أكثر.
تُستخدم هذه المصابيح على نطاق واسع في الصناعات البستانية، وهي مناسبة تمامًا لدعم النباتات في المراحل التنموية المبكرة؛ من خلال تعزيز جذور أقوى ومقاومة أفضل ضد المرض وزيادة معدل النمو، إذ يشجع الطيف الأزرق على النمو المورق المكتنز وقد يكون أكثر ملاءمة لنمو النباتات الخضرية مع الكثير من أوراق الشجر.
تنتج لمبة الهاليد المعدنية 60-125 شمعة/واط، ويختلف هذا الرقم حسب القوة الكهربائية للمبة.